# Anniganahalli, Hassan
Anniganahalli là một làng thuộc tehsil Hassan, huyện Hassan, bang Karnataka, Ấn Độ.